# Aguibou
Aguibou fou rei de Dinguiray (1878-1892) i de Macina (1893-1902).
Era fill d'al-Hadjdj Umar i la seva esposa Martiatou, filla del sultà Umar de Bornu. Va néixer entre 1839 i 1843. En aquest temps el seu pare estava reunint adeptes a la vila de Diègounko, al Futa Djalon, que li havia cedit l'almamy Bokar de Timbo. Umar era aleshores tributari de Timbo i Labé. Després de 1848 va comprar (en or) la ciutat de Dinguiray al rei dialonke, Dyimba Sako, on va començar a erigir el seu poder, arribant la ciutat a prop dels deu mil habitants. Dyimba Sako, inquiet per la progressió d'Umar li va declarar la guerra però fou derrotat i la seva capital Tamba conquerida per Umar, tenint accés així a la vall del Bafing i amb accés a les mines d'or del Bouré, l'alt Falémé i el Bambouk. Dinguiray tenia una tata o fortalesa i Tamba tenia una situació estratègica al costat del riu. Des d'allí podia contactar amb la posició francesa de Mellacoreé, però sobretot amb la colònia britànica de Sierra Leone. El 21 de maig de 1854 Umar va sortir de Dinguiray (on mai més va retornar). El 1858 va fundar la fortalesa de Koundian que va confiar al seu cosí Racine Tall. A Dinguiray els peuls i tuculors es van imposar als dialonkes i malinkes.
A la mort d'Umar el 1864 el seu fill gran Ahmadu es va establir a Ségou. Un altre fill, Habibu, governava a Dinguiray que va guanyar en autonomia. El 1870 Habibu, Moktar, Muniru i Daye, quatre fills d'Umar, es van aliar contra Ahmadu, però foren derrotats i Habibu i Moktar van morir empresonats a Ségou en data incerta després de 1878. Habibu fou substituït a Dinguiray per un cosí germà d'Umar, Saïdou, que va fer de mitjancer entre Ségou i Sierra Leone. Saïdou va morir el 1876 en una campanya contra Kulunkala, i després d'uns mesos de dubtes el va succeir finalment Aguibay (amb suport d'un partit influent a Dinguiray), Aguibou, per decisió d'Ahmadou (que havia estat fent la guerra a Kaarta de 1870 a 1874 (des de 1874 havia retornat a Ségou) i en aquests anys havia deixat com a regent a Ségou al seu germà Aguibou, però al seu retorn, gelós de la seva popularitat, l'havia degradat i li va confiscar part dels seus bens entre els quals la seva dona Assa Couroulbay i setze altres esposes). El 2 de novembre de 1878 Aguibou va sortir de Ségou cap a Dinguiray i al gener estava governant a Dinguiray. Encara que molts li domaven el títol d'emir o xeic altres (a Tamba) l'anomenaven simplement com a "modi" (senyor). Encara que Aguibou veia que la seva millor aliança era la britànica, va haver de pactar amb els francesos que havien ocupat Kita el 1881 i Bamako el 1883 i volien reunir el territori de l'Alt Senegal amb el territori dels Rius del Sud.
El 1884 Aguibou va fer ofertes als francesos a canvi de regals i la seva protecció contra Samori Turé (refermant la seva dependència de Ségou) però la lluita contra Mahmadou Lamine va aturar els contactes (1885-1886). L'abril de 1887 el capita Oberdorf va visitar el país i va trobar a Aguibou a Tamba. Va dubtar a signar el tractat que se li va presentar, i finalment es va excloure la clàusula d'exclusivitat comercial, ja que Aguibou volia mantenir els contactes comercials amb Sierra Leone. El 12 de març de 1887 es va signar el tractat de Tamba que establia el protectorat francès i una mena d'exclusivitat comercial sense excloure les caravanes cap a Sierra Leone. Una segona missió d'Oberdorf es va avortar quan aquest va morir pel camí el gener de 1888. El tinent Plat el va substituir i va tenir contactes amb Aguibou sense concretar cap nou tractat. La qüestió de Koundian, que els francesos exigien que fos evacuada, va enverinar les relacions amb Franca; Ahmadou de Ségou va cedir (1888) la seva autoritat sobre Koundian al governant de Dinguiray. Aguibou tenia el suport del tractat de Goury, que li donava la raó. Aguibou es va entendre amb Samori per repartir-se els països de Baleya o Oulada que pel tractat de Niako de 13 de febrer de 1889 van passar sota la nominal autoritat francesa. Koundian fou ocupada pels francesos el 18 de febrer de 1889, i es va voler compensar a Aguibou amb regals; aquest estava ja a punt de marxar en campanya a Baleya al costat de Soriba, fill i un dels lloctinentes de Samori Turé. Finalment les amenaces franceses van tenir efecte i Aguibou va acceptar totes les exigències franceses i va reivindicar la seva lleialtat a França rebent per a si mateix i els seus, regals dels francesos. En endavant només serà un cap nominal, totalment sotmès pels francesos.
L'abril de 1890 els francesos van ocupar Ségou, defensada per Madani, fill d'Ahamadu. Aguibou es considerava amb dret de successió (ja que la successió a l'Imperi Tuculor era al germà gran i no al fill, segons decisió d'al-Hadjdj Umar) i com que la majoria dels germans havien mort (Habibu, Moktar, Mountaga, Daye) o estaven a l'exili (Muniru i Ahmedu, a Macina) Aguibou es considerava el successor natural. Ahmedu fou expulsat de Kaarta el 1891. Inicialment els francesos van retornar Ségou a la vella dinastia Diara amb Mari Diara, però aquest aviat es va adonar que era un instrument francès i va preparar un complot per recuperar el territori de Nango (que els francesos havien erigit en regne separat) que li va costar el tron i la vida (fou executat pel capità Underberg). Llavors el regne fou cedit a la dinastia Massassi (rei Bodian) però es va acabar repartint el país entre Ségou i Sansanding, però realment supeditats totalment a les decisions franceses.
Un temps després, el març de 1891, Aguibou fou cridat a Kita i se li va exigir la cessió del regne de Dinguiray, que finalment va ser executat sense protestar. El sotstinent Maritz fou nomenat governador de la guarnició de Dinguiray (en aquesta ciutat), si bé Aguibou conservava algunes posicions subalternes (cobrar tributs i administrar justicia) i el títol de rei. El 1892 Achinard el va cridar i va deixar Dinguiray per anar al seu costat deixant el govern de Dinguiray al seu fill Makki, formalment com a regent.
L'abril de 1893 Aguibou va ser nomenat rei de Macina al lloc d'Ahmadou (que havia suplantat al seu germà Muniru) tot i que el país havia estat promés a Mademba Sy rei de Sansanding. La proclamació oficial es va fer a Bandiagara el 4 de maig de 1893. Va tenir poca autoritat (no va poder portar al país a les seves dones i als seus esclaus) però a mesura que l'amenaça d'Ahmadu es va allunyar va poder cobrar els impostos i tenir una cort considerable. El 1898 va morir el seu germà Ahmadu. El 1899 el seu fill Makki s'hi va poder reunir després d'un any d'exili a Kayes i a Bamako. El mobiliari de palau es va millorar. El 1903 es va instal·lar l'administració civil, el regne fou abolit (decret de 12 de febrer de 1903) i es va crear un nou cercle al seu lloc. Aguibou fou degradat a cap tradicional dels tuculors de la regió. Se li va deixar una renda de 80.000 francs per mantenir a la seva cort (important però justa per les necessitats). Aguibou va morir el 1907 i els francesos van cancel·lar totes les prerrogatives pels seus hereus.